# Hong Sang-soo

Podpis artysty

Hong Sang-soo, hangul: 홍상수, hancha: 洪尚秀 (ur. 25 października 1960 w Seulu) – południowokoreański reżyser, scenarzysta i producent filmowy.

## Życiorys
Syn producenta filmowego i wydawczyni prestiżowego magazynu literackiego. Po rozwodzie rodziców wraz z trójką rodzeństwa był wychowywany przez dziadków. W szkole średniej przeżywał okres buntu i nie stronił od alkoholu.
Swój pierwszy kontakt z kinem zawdzięcza oglądanym w telewizji produkcjom z Hollywood. Rozpoczął studia teatroznawcze na Uniwersytecie Chungang, ale na drugim roku zmienił ich kierunek na film. W trakcie trzeciego roku nauki wyjechał do Stanów Zjednoczonych, gdzie został przyjęty na studia artystyczne w California College of Arts and Crafts w Oakland oraz The School of Art Institute w Chicago. W trakcie kilkumiesięcznego pobytu we Francji pracował tam w paryskiej filmotece narodowej.
Po powrocie do Korei rozpoczął pracę w koncernie medialnym Seoul Broadcasting System. Zwrócił na siebie uwagę już swoim fabularnym debiutem Dzień, w którym świnia wpadła do studni (1996), który zdobył uznanie wśród rodzimych krytyków oraz nagrody za granicą na MFF w Vancouver i w Rotterdamie.
Jego kolejne filmy trafiały na czołowe europejskie festiwale filmowe, gdzie często je nagradzano. Obraz Hahaha (2010) zdobył nagrodę główną w sekcji Un Certain Regard na 63. MFF w Cannes. Na MFF w Locarno Hong otrzymał najpierw Srebrnego Lamparta za najlepszą reżyserię za film Nasza Sunhi (2013), a po dwóch latach główną nagrodę Złotego Lamparta za Teraz dobrze, wtedy źle (2015). Twoja i nie tylko twoja (2016) przyniosła twórcy Srebrną Muszlę za reżyserię na MFF w San Sebastián, a główna rola Kim Min-hee w jego filmie Samotnie na plaży pod wieczór (2017) nagrodzona została Srebrnym Niedźwiedziem dla najlepszej aktorki na 67. Berlinale.
Hong w 2004 otworzył swoją własną firmę produkcyjną Jeonwonsa. Wraz z rozwojem swojej kariery zaczął uczyć scenopisarstwa na Korean National University of Arts (KNUA). Był także zapraszany do zasiadania w jury na kilku festiwalach filmowych, m.in. na MFF w Chŏnju, Busan, Karlowych Warach i Vancouver.

## Styl filmowy
Twórczość filmowa Honga Sang-soo łączy ze sobą poetykę kina azjatyckiego z tą wypracowaną w filmach europejskich. Krytycy najczęściej wskazują na jego powinowactwo z kinem japońskiego mistrza Yasujirō Ozu, które jest twórczo połączone ze stylem Érica Rohmera. Oprócz nazwisk tych filmowców często wymieniani w tekstach i recenzjach dotyczących filmów Honga są również tacy twórcy jak m.in. Robert Bresson, Alain Resnais, Luis Buñuel, Jean Vigo oraz Friedrich Wilhelm Murnau.
Koncept polegający na obsadzeniu kilku aktorek w roli tej samej postaci, wykorzystany przez Honga w filmie Twoja i nie tylko twoja (2016), był wyraźnie inspirowany Mroczny przedmiot pożądania (1977) Buñuela. Sam reżyser przyznaje, że bardzo ważnym dla niego filmem był Dziennik wiejskiego proboszcza (1951) Roberta Bressona. Dodatkowo silny wpływ na kształt filmów Koreańczyka miało także malarstwo Paula Cézanne'a, "jak sam powiedział, jego inspiracją był Paul Cézanne, słynny malarz postimpresjonista. Reżyser wielokrotnie powtarzał, że dzień, gdy w wieku 27 lat pierwszy raz zobaczył namalowany przez mistrza obraz Kosz z jakubka z 1877 roku, był przełomowy. Nigdy nie wyjaśnił dlaczego." A także książki André Gide'a, którego – jak twierdzi sam reżyser – czytał "niemal codziennie".
W swoim artykule pt. Hong Sang-soo – między przypadkiem a zamiarem Agnieszka Szeffel przywołuje słowa innego badacza twórczości Koreańczyka, Davida Bordwella, który wyodrębnił następujące cechy jego filmów:

skupienie na relacjach między postaciami i ich codziennych czynnościach w ściśle określonym obszarze (głównie podczas spotkań przy drinku); brak wiedzy o przeszłości, dążeniach, a nawet teraźniejszości bohaterów; celowe pomijanie lub werbalne opisywanie najatrakcyjniejszych momentów akcji; rezygnacja z pogłębionej psychologii na rzecz obserwacji zachowań w długich ujęciach realizowanych statyczną, zdystansowaną kamerą; unikanie finału rozwiązującego konflikt; epizodyczność fabuły.

Zawarte w scenariuszach opowieści są mniej lub bardziej oparte na zdarzeniach z życia samego twórcy. Przykładem twórczego przetworzenia własnego życia na treść filmu jest rzeczywisty romans reżysera z aktorką Kim Min-hee, który został wykorzystany w obrazie Teraz dobrze, wtedy źle (2015).

## Sposób pracy
Hong Sang-soo kręci filmy szybko, nawet po kilka rocznie. Zwykle przystępuje do pracy nad filmem bez całościowego scenariusza, mając jedynie ogólny zarys fabuły, liczący kilka stron. Na planie filmowym pisze rano dialogi na dany dzień zdjęciowy, jak opisuje to w swoim teście Jun Sung-il, który spędził kilka dni na planie filmu W innym kraju, a jedną noc spędził w pokoju reżysera, widział jak ten wstaje o 4 rano i pisze do siódmej. Ostatnio zarzucił ten styl pracy i przy filmach Wstęp oraz Przed twoją twarzą scenariusz pisze w wieczór poprzedzający dzień zdjęciowy.  Aktorzy mają co najwyżej pół godziny na próby i zapamiętanie tekstów dialogów. Ze względu na improwizacyjny charakter filmów Honga, liczba miejsc zdjęciowych jest ograniczona, a jego ekipa i obsada są zmuszeni każdego dnia do wytężonej koncentracji na planie. Dane ujęcie lub scenę kręci wielokrotnie, np. "podczas realizacji Potęgi prowincji Kangwon scena wchodzenia po schodach z parteru do mieszkania na siódmy piętrze, w środku lata, została powtórzona 37 razy". Ilość dubli zależy od skomplikowania ujęcia, oraz czy postaci pija alkohol, który w filmie jest zawszę prawdziwy (po kilkunastu dublach aktorzy są niezdolni do dalszej pracy). Montaż filmu trwa jedynie kilka dni, a czasem jedynie dzień, bo reżyser dokładnie wie, które ujęcie wykorzystać. Reżyser kręci z pomocą kamer cyfrowych od filmu Jakbyś wszytko wiedział, ostatnim filmem na taśmie światłoczułej był Noc i dzień. Twórca tłumaczy odejście od nośnika tradycyjnego na rzecz elektronicznego, większą niezależnością, zmniejszeniem kosztów i ograniczeniem ekipy filmowej.

## Recepcja twórczości

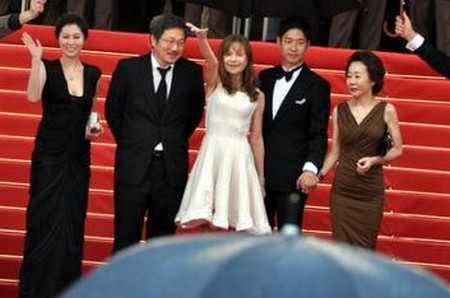
Reżyser (drugi od lewej) na 65. MFF Cannes (2012).

### W Korei i na świecie
Pomimo bardzo dużego szacunku dla reżysera w rodzimej Korei, który często jest nazywany najwybitniejszym reżyserem koreańskim, jego filmy mają tam umiarkowaną popularność w kinach. Największym sukcesem w jego ojczyźnie cieszył się obraz Saenghwalui balgyeon (2002).
O wiele większym powodzeniem jego filmy cieszą się w krajach europejskich, zwłaszcza we Francji. To właśnie tam większość jego filmów jest kierowana do dystrybucji kinowej, a kilka z nich zostało współfinansowanych przez francuskich producentów, m.in. przez Marina Karmitza. W 2012 Hong zrealizował film W innym kraju z francuską gwiazdą Isabelle Huppert w roli głównej. Obraz był dystrybuowany w kinach w USA oraz we Francji, gdzie obejrzało go w kinach 70 tysięcy widzów.

### W Polsce
W Polsce jest jak na razie stosunkowo mało znany, choć co roku na festiwalach i przeglądach prezentowane są jego najnowsze propozycje filmowe. Pierwszym polskim spotkaniem z twórczością reżysera była telewizyjna emisja obrazu Kobieta jest przyszłością mężczyzny (2004) na kanale Zone Europa oraz zaprezentowany na festiwalu OffPlusCamera w 2011 film Noc i dzień (2008) w sekcji Nadrabianie zaległości.
Kolejną próbą przybliżenia twórczości reżysera był 5. Festiwal Filmowy Pięciu Smaków, który odbywał się w 2011. W ramach sekcji Taste of Korea wyświetlono dwa filmy Honga: Hahaha (2010) oraz Oki (2010). Wydarzeniu temu towarzyszyła publikacja artykułu Agnieszki Szeffel pt. Hong Sang-soo – między przypadkiem a zamiarem, opublikowanego na łamach branżowego czasopisma Ekrany. Z kolei na 28. Warszawskim Festiwalu Filmowym został zaprezentowany kolejny film Honga W innym kraju (2012), który jednak nie zdobył żadnej nagrody festiwalowej.
W 2015 na 15. MFF Nowe Horyzonty pokazano film Wzgórze wolności (2014), który był także wyświetlany podczas Warsaw Korean Film Festival w 2015. Kolejny film Teraz dobrze, wtedy źle (2015) polski widz mógł zobaczyć na 16. MFF T-Mobile Nowe Horyzonty oraz drugiej edycji Warsaw Korean Film Festival 2016. W ramach pokazów specjalnych podczas 10. edycji Festiwalu Filmowego Pięć Smaków w 2016 został zaprezentowany film Twoja i nie tylko twoja. W 2017 na Festiwalu Nowe Horyzonty zaprezentowano cztery filmy reżysera: Aparat Claire (2017), Dzień po (2017), Samotnie na plaży pod wieczór (2017) oraz Twoja i nie tylko twoja (2016). W 2018 na 18. MFF T-Mobile Nowe Horyzonty pokazano film Trawa (2018), a na Festiwalu Pięć Smaków – Hotel nad rzeką (2018). W 2021 na 21. Festiwalu Nowe Horyzonty zaprezentowano dwa nowe filmy reżysera: Kobieta, która uciekła oraz Wstęp, a kolejnej edycji 22. w 2022 roku pokazano Przed twoją twarzą oraz Film powieściowy. Na Warsaw Korean Film Festival 2023 zostały zaprezentowane dwa filmy "Coraz wyżej" oraz "Patrząc w wodę".
W 2022 ukazał się w październikowym numerze czasopisma "Kino" artykuł Marcina Krasnowolskiego pt. "Epizody codzienności", przybliżający postać reżysera oraz jego twórczość. Tekst powstał w kontekście prezentacji jego ostatnich filmów na festiwalu Nowe Horyzonty we Wrocławiu i Festiwalu Filmów Koreańskich w Warszawie. 

## Życie prywatne
W 1985 ożenił się z obywatelką USA, z którą ma jedną córkę. Obecnie żyje w nieformalnym związku ze znaną aktorką Kim Min-hee. Związek ten wywołał w rodzimej Korei skandal, był szeroko komentowany i opisywany w mediach. Kontrowersje wzbudziła wynosząca 22 lata różnica wieku między reżyserem a aktorką oraz rozbicie trwającego 30 lat małżeństwa Honga. Porzucona żona zapowiedziała: Nigdy nie dam mu rozwodu. Będę na niego czekać aż do śmierci. Wciąż kocham męża i on też mnie kocha. Każdy wie, jak rodzinnym człowiekiem jest mój mąż. Jestem pełna nadziei. Mój mąż wróci do mnie.

## Filmografia
| Rok  | Tytuł polski                                        | Tytuł oryginalny                                                  | Uwagi |  |
| ---- | --------------------------------------------------- | ----------------------------------------------------------------- | --- |  |
| 1996 | Dzień, w którym świnia wpadła do studni             | Dwaejiga umul-e ppajin nal (돼지가 우물에 빠진 날)                | debiut reżyserski                                                                                               |  |
| 1998 | Siła prowincji Kangwon lub Potęga prowincji Kangwon | Gangwon-do ui him (강원도의 힘)                                   | |  |
| 2000 | Dziewica rozebrana przez swych adoratorów           | O! Su-jeong (오! 수정)                                            | |  |
| 2002 | Wrota przemian                                      | Saenghwal-ui balgyeon (생활의 발견)                               | |  |
| 2004 | Kobieta jest przyszłością mężczyzny                 | Yeojaneun namjaui miraeda (여자는 남자의 미래다)                  | |  |
| 2005 | Filmowa opowieść lub Opowieści o kinie              | Geukjangjeon (극장전)                                             | |  |
| 2006 | Kobieta na plaży                                    | Haebyeoneui yeoin (해변의 여인)                                   | |  |
| 2008 | Noc i dzień                                         | Bamgwa naj (밤과 낮)                                              | |  |
| 2009 | Jakbyś wszytko wiedział                             | Jal aljido moshamyeonseo (잘 알지도 못하면서)                     | |  |
| 2009 |                                                     | Eotteon bangmun: Cheopcheopsanjung (어떤 방문: 첩첩산중)          | Film nowelowy, reżyser segmentu Cheopcheopsanjung.                                                              |  |
| 2010 | Hahaha                                              | Hahaha (하하하)                                                   | Nagroda główna w sekcji "Un Certain Regard" na 63. MFF w Cannes.                                                |  |
| 2010 | Oki                                                 | Og-hui ui yeonghwa (옥희의 영화)                                  | |  |
| 2011 | Dzień jego przyjazdu lub Dzień, w którym przybył    | Bugchonbanghyang (북촌방향)                                       | |  |
| 2011 |                                                     | List (리스트, MOCT: Liseuteu)                                     | Film krótkometrażowy.                                                                                           |  |
| 2012 | W innym kraju                                       | Dareun naraeseo (다른 나라에서)                                   | |  |
| 2013 | Niczyja córka Haewon lub Haewon i mężczyźni         | Nugu-ui ttal-do anin Haewon (누구의 딸도 아닌 해원)               | |  |
| 2013 |                                                     | Venice 70: Future Reloaded                                        | Film nowelowy, reżyser segmentu 50:50 (oficjalny kanał festiwalu w Wenecji z filmem)                            |  |
| 2013 | Nasza Sunhi                                         | Uri Seon-hui (우리 선희)                                          | Srebrny Lampart za najlepszą reżyserię na MFF w Locarno.                                                        |  |
| 2014 | Wzgórze wolności                                    | Jayuui eondeok (자유의 언덕)                                      | |  |
| 2015 | Teraz dobrze, wtedy źle                             | Jigeumeun matgo geuttaeneun tteullida (지금은맞고그때는틀리다)    | Złoty Lampart dla najlepszego filmu i Srebrny Lampart dla najlepszego aktora Jeong Jae-yeonga na MFF w Locarno. |  |
| 2016 | Twoja i nie tylko twoja                             | Dangsin jasingwa dangsineui geot (당신 자신과 당신의 것)          | Srebrna Muszla za najlepszą reżyserię na MFF w San Sebastián.                                                   |  |
| 2017 | Samotnie na plaży pod wieczór                       | Bamui haebyun-eoseo honja (밤의 해변에서 혼자)                    | Srebrny Niedźwiedź dla najlepszej aktorki Kim Min-hee na 67. MFF w Berlinie.                                    |  |
| 2017 | Dzień po                                            | Geu-hu (그 후)                                                    | |  |
| 2017 | Aparat Claire                                       | Keulleeo-eui kamera (클레어의 카메라)                             | |  |
| 2018 | Trawa                                               | Pulipdeul (풀잎들)                                                | |  |
| 2018 | Hotel nad rzeką                                     | Gangbyeon hotel (강변호텔)                                        | Srebrny Lampart dla najlepszego aktora Ki Joo-bonga na MFF w Locarno.                                           |  |
| 2020 | Biegnąca kobieta.                                   | Domangchin yeoja (도망친 여자)                                    | Srebrny Niedźwiedź dla najlepszego reżysera na 70. MFF w Berlinie.                                              |  |
| 2020 | Wstęp                                               | In-teu-ro-deok-syeon (인트로덕션)                                 | Srebrny Niedźwiedź za najlepszy scenariusz na 71. MFF w Berlinie.                                               |  |
| 2021 | Przed twoją twarzą                                  | Dang-sin eol-gol ap-e-seo (당신 얼굴 앞에서)                      | |  |
| 2022 | Film powieściowy                                    | So-seol-ga-ui Yeong-hwa (소설가의 영화)                           | |  |
| 2022 | Trzy piętra                                         | Top (탑)                                                          | |  |
| 2023 | Patrząc w wodę                                      | Mul-an-e-seo (물 안에서)                                          | |  |
| 2023 |                                                     | U-ri-eui Ha-ru (우리의 하루)                                      | |  |
| 2024 |                                                     | Su-yu-cheon (수유천)                                              | |  |
| 2024 | Potrzeba podróży                                    | Yeo-haeng-ja-eui Pir-yo (여행자의 필요)                           | Srebrny Niedźwiedź – Nagroda Grand Prix Jury na 74. MFF w Berlinie.                                             |  |
| 2025 | Zew natury                                          | Geu Ja-yeon-i Ne-ge Mweo-ra-go Ha-ni (그 자연이 네게 뭐라고 하니) | |  |